# Вала Мал Доран
Вала Мал Доран (англ. Vala Mal Doran) — персонаж військово-фантастичного телесеріалу Зоряна брама: SG-1 у виконанні Клаудії Блек. З'явилася в епізоді 8 сезону «Викрадення Прометея» (2004). У результаті виниклих між Валою та Даніелем Джексоном (Майкл Шенкс) взаємин і великої популярності у продюсерів і глядачів, Клаудія Блек повернулася з нею в кілька епізодів 9 сезону (2005-2006) в ролі запрошеної зірки, в 10 сезоні (2006-2007) увійшла до основного складу.
У «Викраденні Прометея» Вала постає як сексуальна та свавільна особа з гоа'улдівським минулим з неназваної планети. У 9 сезоні Вала та Даніель дають початок нової сюжетної лінії шоу, представивши появу нового могутнього супротивника — Орай. Після того, як в 10 сезоні Вала народжує нового лідера Орай, вона приєднується до команди ЗБ-1, щоб зупинити ворога. Клаудія Блек виконувала цю роль у знятому для DVD фільмі «Зоряна Брама: Ковчег Правди» (2008), де сюжетна лінія Орай знаходить своє завершення. Блек з'явилася в ролі Вали та її гоа'улдівському альтер-его Кетеш у фільмі «Зоряна брама: Континуум», що випущений на DVD в липні 2008 р. За виконання ролі Вали Клаудія Блек номінована на «Премію Сатурн» у 2006 р. в категорії «Найкраща актриса другого плану на телебаченні» і завоювала «Премію Сузір'я» в категорії «Найкраща жіноча роль 2006 року на науково-фантастичному телебаченні» у 2007 р.

## Біографія
Про дитинство Вали відомо небагато. Вона вихована батьком і мачухою, яку звали Адрія. У якийсь момент Вала обрана носієм для гоа'улда Кетеш і правила планетою. Під час свого правління Вала командувала Джаффа у битві з військами Ба'ала, перемогла в цьому бою, знищивши 10 000 Джаффа. Однак ток'ра змогли налаштувати населення проти неї, ті підняли повстання. Схопивши Валу, ток'ра витягли з неї симбіонта.

### 2004
Під час першої зустрічі з землянами Вала Мал Доран захопила крейсер тау'рі «Прометей», використовуючи броню воїнів-Кулл. Вала взяла в полон Деніела Джексона і тортурами намагалася витягнути з нього коди систем корабля. Під час тортур вона кілька разів поранила Деніела, але пізніше вилікувала за допомогою пристрою гоа'улдів. Коли Деніел запитав, чи не гоа'улд вона, Вала відповіла, що раніше була носієм. Вала хотіла продати «Прометей», проте на корабель напав Ба'ал, Вала змушена звільнити Деніела і з його допомогою відбити атаку Джаффа. Після цього Деніел зміг оглушити Валу і повернути команду «Прометея» на борт. Земляни хотіли доставити дівчину на Землю, але та змогла втекти.

### 2005
Сподіваючись поживитися, Вала прибуває на Землю з вкраденою табличкою, яку міг розшифрувати лише Деніел. Як розповіла Вала, табличка повинна привести їх до скарбів, які заховані на Землі. Крім таблички вона привезла спеціальні наручники, один з яких застебнула у себе на зап'ясті, а інший — на Деніела. Наручники не дозволяли двом людям відходити далеко один від одного, Деніелу довелося погодитися допомогти їй.
Деніел переклав табличку і дізнався, що скарби дійсно заховані на Землі, їх можна знайти. Вала, Деніел, Тіл'к і Кемерон Мітчелл вирушили до Англії. У печері, куди прибули наші герої, їм довелося вирішити кілька загадок, а Мітчеллові битися з голограмою чорного лицаря. Все ж їм вдалося отримати скарби, серед яких було кілька пристроїв древніх.
Серед цих пристроїв особливо виділяється пристрій міжгалактичного зв'язку, скориставшись яким Вала та Деніел перемістилися в тіла двох жителів іншої галактики. Як виявилося, обидва жителя були так званими єретиками, за ними вже давно спостерігала влада. Деніел і Вала схоплені, після чого Валу спалили, однак Пріор зміг вилікувати її та відвів їх до Досана, який влаштував Деніелу аудієнцію з Орай. Так Орай дізналися, що галактика Чумацького шляху заселена людьми, які не вірять у них. Орай наказали стратити землян, але до цього часу Тіл'к і Мітчелл змогли знищити пристрій, чим врятували своїх товаришів.
Пізніше Вала і загін ЗБ-1 відвідали планету, де колись правила Кетеш. Після того, як загін ЗБ-1 і Вала перешкодили закріпленню армії Орай в нашій галактиці і знищили їх плацдарм, Вала вважалася загиблою, хоча Саманта Картер пізніше змогла з'ясувати, що дівчина вижила і використовуючи транспортні кільця переправилася в рідну галактику Орай.

### 2006
У галактиці Орай Вала знайдена і вилікувана Томіном, який вважав, що це Орай послали її йому. Пізніше Вала одружилася з Томіном і під впливом Орай завагітніла (непорочне зачаття). Під час бесіди з Денью, подругою Томіна, вона висловила деякі сумніви щодо релігії Орай, що навело Денью на думку, що вона такий ж єретик, як і вона сама. Пізніше Денья влаштувала їй зустріч зі своїми керівниками, у яких був пристрій міжгалактичного зв'язку, однак увірвався Томін і вбив всіх, крім Вали.
Вала супроводжувала Томіна під час Хрестового походу. Після прибуття в нашу галактику Валу народила дівчинку, орісай, яку вона назвала Адрією на честь мачухи.
Деніел зміг врятувати Валу з корабля і повернути на Землю, Вала остаточно стала членом загону ЗБ-1. Пізніше вона знову зустрілася з Томіном, який все ще вірив, що її можна навчити вірі Орай, проте зрозумівши, що вона безнадійна, Томін не став її вбивати, а навпаки допоміг втекти.

### 2008
Наприкінці Хрестового походу Орай Вала ще раз зіткнулася з Томіном і переконала його перейти на бік землян. Загін ЗБ-1 і Томін прибули в рідну галактику Орай і зайнялися пошуком Ковчега Правди, потужної технології, яка була здатна переконати всіх, що Орай не Боги. Їм це вдалося, Пріори та парафіяни відмовилися від своєї віри, тим самим закінчивши свій Хрестовий похід і повернувшись додому.
Коли був спійманий останній клон Ба'ала, Вала, як і інші члени загону ЗБ-1, були присутні при вилученні з нього симбіонту.

## Альтернативні реальності
- В альтернативній реальності, куди потрапила Сем в 13 серії 10 сезону, Вала була під арештом у зоні 51, ймовірно, за крадіжку, якою промишляла і там.
- У фільмі Зоряна брама: Континуум Клаудія Блек в основному грала богиню Кетеш, тому що події більшої частини фільму відбуваються в альтернативній реальності, в якій Баал спромігся перешкодити звільненню Вали та зробити Кетеш своєю королевою.